# 용과 같이 극
《용과 같이 극》(일본어: 龍が如く 極 류가고도쿠 키와미[*])는 세가 게임즈가 발매한 2016년 액션 어드벤처 게임으로, 2005년 플레이스테이션 2로 출시됐던 《류가 고도쿠: 용과 같이》의 리메이크 작품이다. 일본서 2006년 1월 21일에 플레이스테이션 4과 플레이스테이션 3으로 출시됐고, 이 중 플레이스테이션 3판은 일본 외 지역에선 발매되지 않았다. 영어판 제목은 《야쿠자 키와미》(Yakuza Kiwami)이며, 캐치 프레이즈는 첫 번째 작품과 마찬가지로 “전설의 남자와 100억엔의 소녀”이다.
이후 2018년 2편의 리메이크 《용과 같이 극 2》가 이어서 발매됐다.

## 게임플레이
용과 같이 시리즈의 ‘10주년 기념 작품’으로 첫 번째 작품인 《용과 같이》를 리메이크한 작품이 되며, “10년간 가꿔온 최신 기술로 새롭게 고친다”라는 컨셉트 하에 그래픽이나 액션이 일신되는 것 외에, 상당수의 추가 에피소드가 수록됐다. 목소리 수록도 캐스팅의 9할분은 재수록하고 있으며 새롭게 캐스팅이 돼있는 캐릭터도 있다. 신규 게스트로 유도 선수이자 탤런트인 시노하라 신이치가 출연한다.
기본 시스템은 《0》을 그대로 옮겨왔지만, 경험치에 의한 능력치 올리기 등 《1》의 것도 있다. 신요소로 거리 중의 모든 장소에서 마지마가 덮쳐오는 시스템 ‘어디서나 마지마’나 《갑충왕자 무시킹》을 패러디한 미니 게임 ‘곤충여황 매스킹’이 추가됐다.

## 발매
양쪽 기종판 모두 《용과 같이6 (가제)》의 선행 체험판의 다운로드 코드가 동봉되어있다. 예약 특전으로 게임 판매 점포별(17점포)로 각각 다른 특전이 들어있다.
시리즈 항례의 DLC과 과거의 저장 데이터 불러오기에 의한 특전은 이번 작에서도 존재한다. 《0》에서는 불가능했던 어디서라도 저장이나 최고 난이도로의 저장 데이터 불러오기가 다시 가능하다.

## 평가
| 평가 |                        |
| --- | ---------------------- |
| 통합 점수 통합사 점수 메타크리틱 PS4: 80/100 [ 11 ] PC: 80/100 [ 12 ] 평론 점수 평론사 점수 디스트럭토이드 8/10 [ 13 ] 패미츠 34/40 [ 14 ] 게임 인포머 8.5/10 [ 15 ] 게임스팟 8/10 [ 16 ] IGN 7.9/10 [ 17 ] 폴리곤 7/10 [ 18 ] |                        |
| 통합 점수 |                        |
| 통합사 | 점수                   |
| 메타크리틱 | PS4: 80/100 PC: 80/100 |
| 평론 점수 |                        |
| 평론사 | 점수                   |
| 디스트럭토이드 | 8/10                   |
| 패미츠 | 34/40                  |
| 게임 인포머 | 8.5/10                 |
| 게임스팟 | 8/10                   |
| IGN | 7.9/10                 |
| 폴리곤 | 7/10                   |